# Saitis breviusculus
Espèce
Saitis breviusculus est une espèce d'araignées aranéomorphes de la famille des Salticidae.

## Distribution
Cette espèce est endémique du Gabon.

## Description
La femelle holotype mesure 3 mm.

## Systématique et taxinomie
Cette espèce a été décrite par Simon en 1901.
Pour Wesołowska, Azarkina et Russell-Smith en 2014, cette espèce est mal placée dans le genre Saitis.

## Publication originale
- Simon, 1901 : « Études arachnologiques. 31e Mémoire. L. Descriptions d'espèces nouvelles de la famille des Salticidae (suite). » Annales de la Société Entomologique de France, vol. 70, p. 66-76 (texte intégral).